# Vitry-en-Charollais
Vitry-en-Charollais é uma comuna francesa na região administrativa de Borgonha-Franco-Condado, no departamento Saône-et-Loire. Estende-se por uma área de 21,16 km². Em 2010 a comuna tinha 1 136 habitantes (densidade: 53,7 hab./km²).